# 헤트비히 포타스트
헤트비히 포타스트(독일어: Hedwig Potthast, 1912년 2월 5일 ~ 1994년 9월 22일)는 나치 독일 시절 친위대 SS국가지도자 하인리히 힘러의 여비서로, 힘러 사이에서 두 명의 사생아를 낳았다. 
노르트라인베스트팔렌주 쾰른에서 현지 사업가의 딸로 태어났으며 1928년 중학교에서 마지막 아비투어 시험을 치른 후 외국어 자격을 갖춘 비서로서 훈련을 받았다. 1936년 게슈타포 본부에서 비서로 일하기 시작했으며 1940년에 힘러와 동거를 시작했고 이후 힘러와의 사이에서 아들 헬게와 딸 나네테를 낳았다.
종전 이후 체포되어 미군의 심문을 받았으나 특별한 증거가 없자 석방되었다. 포타스트는 후에 결혼했고 남편의 성을 따랐다. 그녀의 아들은 평생을 병으로 고생하며 그녀와 함께 지냈고, 딸은 의사가 되었다. 1987년 슈피겔의 편집자였던 페터페르디난트 코흐와의 인터뷰에서 포타스트는 힘러의 나치 전쟁 범죄에 대한 책임에 대해 침묵을 지켰다. 1994년 9월 22일 바덴뷔르템베르크주 바덴바덴에서 82세의 나이로 사망하였다.
그녀의 딸 나네테는 2000년에 55세의 나이로 사망했고, 아들 헬게는 2005년에 63세의 나이로 사망했다.

### 참고 문헌
- Longerich, Peter (2012). 《Heinrich Himmler: A Life》. New York: Oxford University Press. ISBN 978-0-19-959232-6.